# Soto (Curaçao)
Soto – miejscowość (plaats) i osada (buurt) w dystrykcie Bandabou, w kraju autonomicznym Curaçao, należącym do Holandii, w Ameryce Południowej. 20 października 2023 r. liczyła 1947 mieszkańców. Jedna z biedniejszych miejscowości wyspy.

## Osady
Cztery osady (buurt) wchodzą w skład miejscowości:
| Lp. | Nazwa              | Powierzchnia km² | Liczba mieszkańców |
| --- | ------------------ | ---------------- | ------------------ |
| 1.  | Groot Santa Martha |                  | 431                |
| 2.  | Klein Santa Martha |                  | 220                |
| 3.  | Rust en Pad        |                  | 254                |
| 4.  | Soto               | 18,45            | 558                |